# تاكيهيرو كوبو
تاكيهيرو كوبو هو مجدف ياباني، ولد في 19 يوليو 1978.

## وصلات خارجية
- تاكيهيرو كوبو على موقع الاتحاد الدولي للتجديف (الإنجليزية)